# Curnovec (Laško, Slovenija)
Curnovec je naselje u slovenskoj Općini Laškom. Curnovec se nalazi u pokrajini Štajerskoj i statističkoj regiji Savinjskoj. 

## Stanovništvo
Prema popisu stanovništva iz 2002. godine naselje je imalo 38 stanovnika.